# Acheul
Acheul serait un martyr chrétien du début du IVe siècle, reconnu saint par l’Église catholique et vénéré dans le diocèse d’Amiens.

## Une origine incertaine
Aucun document historique ne mentionne l'existence d'un personnage nommé Acheul.
Acheul est un nom qui viendrait du latin Aciolus. Acheul serait un martyr chrétien qui aurait été décapité à la fin du IIIe siècle ou du début du IVe siècle.
On ne connaît rien de certain sur l'existence de ce personnage. On sait seulement qu'un village du département de la Somme porte le nom de Saint-Acheul, de même qu’un quartier d’Amiens où il aurait été inhumé.
Selon l'historien d'art Louis Réau, Ache, Acheul et Acceul seraient des formes picardes de Saint Andéol du Vivarais.
Selon la tradition catholique, il existerait un saint Ache, doublon d'Acheul, dont le destin aurait été parallèle à celui-ci. Le diacre Ache et le sous-diacre Acheul auraient été martyrisés sur ordre du préfet romain Rictiovar à la fin du IIIe siècle ou au début du IVe siècle sous les règnes des empereurs Maximien et Dioclétien.

## Une vénération locale
- Au XIe siècle, à Amiens, fut fondée l’abbaye de Saint-Acheul[3], monastère de chanoines réguliers de Saint-Augustin, sur les lieux supposés du tombeau de Firmin le Martyr, premier évêque d'Amiens, selon la tradition catholique. Cette abbaye fut supprimée à la Révolution.

- Une statue le représentant décapité[4], la tête dans les mains, orne le portail nord dit « portail de Saint-Firmin », de la façade occidentale de la cathédrale Notre-Dame d’Amiens[5].

- À Écouen, l’église paroissiale est placée sous le vocable de Saint-Acceul.

- Une statue d'Ache orne également le « portail de Saint-Firmin » de la cathédrale d'Amiens.

## Liens
- Andéol du Vivarais
- Église Saint-Acceul d'Écouen
- Abbaye de Saint-Acheul
- Cimetière Saint-Acheul
- Liste des saints picards